# توپ طلای ۲۰۰۷
توپ طلای ۲۰۰۷ (فرانسوی: 2007 Ballon d'Or‎) ۵۲مین رویداد سالیانهٔ توپ طلا بود که از سوی مجلهٔ فرانس فوتبال به بهترین بازیکن فوتبال در سال ۲۰۰۷ اعطا گردید که در این سال، کاکا برندهٔ توپ طلا شد و به ترتیب لیونل مسی و کریستیانو رونالدو پشت سر او در جایگاه دوم و سوم قرار گرفتند.

## رتبه‌بندی
| ردیف | نام                | باشگاه    | ملیت                                                      | امتیاز |
| ---- | ------------------ | --------- | --------------------------------------------------------- | ------ |
| ۱    | کاکا               | برزیل     | باشگاه فوتبال آ.ث. میلان                                  | ۴۴۴    |
| ۲    | کریستیانو رونالدو  | پرتغال    | باشگاه فوتبال منچستر یونایتد                              | ۲۷۷    |
| ۳    | لیونل مسی          | آرژانتین  | باشگاه فوتبال بارسلونا                                    | ۲۵۵    |
| ۴    | دیدیه دروگبا       | ساحل عاج  | باشگاه فوتبال چلسی                                        | ۱۰۸    |
| ۵    | آندره‌آ پیرلو       | ایتالیا   | باشگاه فوتبال آ.ث. میلان                                  | ۴۱     |
| ۶    | رود فن نیستلروی    | هلند      | باشگاه فوتبال رئال مادرید                                 | ۳۹     |
| ۷    | زلاتان ابراهیموویچ | سوئد      | باشگاه فوتبال اینتر میلان                                 | ۳۱     |
| ۸    | سسک فابرگاس        | اسپانیا   | باشگاه فوتبال آرسنال                                      | ۲۷     |
| ۹    | روبینیو            | برزیل     | باشگاه فوتبال رئال مادرید                                 | ۲۴     |
| ۱۰   | فرانچسکو توتی      | ایتالیا   | باشگاه فوتبال آ.اس. رم                                    | ۲۰     |
| ۱۱   | فردریک کانوته      | مالی      | باشگاه فوتبال سویا                                        | ۱۹     |
| ۱۲   | رونالدینیو         | برزیل     | باشگاه فوتبال بارسلونا                                    | ۱۸     |
| ۱۳   | استیون جرارد       | انگلستان  | باشگاه فوتبال لیورپول                                     | ۱۷     |
| ۱۴   | خوان رومان ریکلمه  | آرژانتین  | باشگاه فوتبال ویارئال باشگاه فوتبال بوکا جونیورز          | ۱۵     |
| ۱۵   | دنی آلوز           | برزیل     | باشگاه فوتبال سویا                                        | ۱۴     |
| ۱۶   | فیلیپو اینزاگی     | ایتالیا   | باشگاه فوتبال آ.ث. میلان                                  | ۱۲     |
| ۱۷   | فرانک ریبری        | فرانسه    | باشگاه فوتبال المپیک مارسی باشگاه فوتبال بایرن مونیخ      | ۱۰     |
| ۱۸   | پائولو مالدینی     | ایتالیا   | باشگاه فوتبال آ.ث. میلان                                  | ۸      |
| ۱۹   | جانلوئیجی بوفون    | ایتالیا   | باشگاه فوتبال یوونتوس                                     | ۷      |
| ۱۹   | پیتر چک            | جمهوری چک | باشگاه فوتبال چلسی                                        | ۷      |
| ۱۹   | جنارو گتوزو        | ایتالیا   | باشگاه فوتبال آ.ث. میلان                                  | ۷      |
| ۱۹   | تیری آنری          | فرانسه    | باشگاه فوتبال آرسنال باشگاه فوتبال بارسلونا               | ۷      |
| ۱۹   | کلارنس سیدورف      | هلند      | باشگاه فوتبال آ.ث. میلان                                  | ۷      |
| ۲۴   | فابیو کاناوارو     | ایتالیا   | باشگاه فوتبال رئال مادرید                                 | ۵      |
| ۲۴   | مایکل اسین         | غنا       | باشگاه فوتبال چلسی                                        | ۵      |
| ۲۶   | وین رونی           | انگلستان  | باشگاه فوتبال منچستر یونایتد                              | ۴      |
| ۲۷   | ایکر کاسیاس        | اسپانیا   | باشگاه فوتبال رئال مادرید                                 | ۳      |
| ۲۷   | روژریو سنی         | برزیل     | باشگاه فوتبال سائو پائولو                                 | ۳      |
| ۲۹   | یونس محمود         | عراق      | باشگاه ورزشی الغرافه                                      | ۲      |
| ۳۰   | دیمیتار برباتوف    | بلغارستان | باشگاه فوتبال تاتنهام هاتسپر                              | ۱      |
| ۳۰   | ساموئل اتوئو       | کامرون    | باشگاه فوتبال بارسلونا                                    | ۱      |
| ۳۰   | رایان گیگز         | ولز       | باشگاه فوتبال منچستر یونایتد                              | ۱      |
| ۳۰   | کارلوس توس         | آرژانتین  | باشگاه فوتبال وستهام یونایتد باشگاه فوتبال منچستر یونایتد | ۱      |
| ۳۰   | رابین فن پرسی      | هلند      | باشگاه فوتبال آرسنال                                      | ۱      |